# Mendeléievsk
Mendeléievsk - Менделеевск (rus) - és una ciutat de la República del Tatarstan, a Rússia.

## Història
Mendeléievsk es desenvolupà sota el nom de Bondiujski al voltant d'una fàbrica química fundada el 1868 pels germans Utxkóvitx. Es reanomenà Bondiujsk el 1928. El 1967 rebé l'estatus de ciutat i el nom de Mendeléievsk en honor del químic Dmitri Mendeléiev, que havia treballat un temps a la fàbrica de la vila el 1893.